# 5 Tauri
5 Tauri (f Tauri) é uma estrela na direção da Taurus. Possui uma ascensão reta de 03h 30m 52.37s e uma declinação de +12° 56′ 12.1″. Sua magnitude aparente é igual a 4.14. Considerando sua distância de 360 anos-luz em relação à Terra, sua magnitude absoluta é igual a −1.08. Pertence à classe espectral K0II-III....